# Gros Ventre Range
Il Gros Ventre Range è una catena montuosa appartenente alla Montagne Rocciose situata nel nord-ovest dello Stato del Wyoming, negli Stati Uniti.

## Etimologia
Il nome della catena montuosa trae la sua origine dalla tribù dei nativi Americani Gros Ventre. Si trattava di una tribù nomade che viveva nei territori compresi tra il nord dello Stato del Montana ed il sud dello Stato del Colorado. Gli antropologi li considerano come facenti parte degli Arapaho. Il loro nome francofono è dovuto ai trapper di origine francese ai quali i nativi si rivolgevano nella loro lingua agitando le proprie mani davanti al ventre.

## Geografia
Le tre principali vette della catena montuosa sono il Doubletop Peak (3.578 metri), il Black Peak (3.553 metri) ed il Darwin Peak (3.550 metri). La catena si sviluppa per una lunghezza massima di 82 km da nord a sud e per una larghezza massima di 70 km da est verso ovest, occupando una superficie totale di 3.709 km².
Ad ovest, le montagne sono separate dalla catena del Teton Range dal fiume Snake e dalla valle di Jackson Hole. Ad est si trova, invece, la catena delle Wind River Range. La catena montuosa è inoltre situata ad est rispetto al parco nazionale del Grand Teton e della città di Jackson. Le rocce che compongono le montagne sono formate, per la maggior parte, da calcare benché si trovi anche qualche traccia di granito.

## Ambiente naturale
La regione è coperta da numerose foreste di conifere, così come il vicino parco nazionale. La megafauna è composta dall'orso nero (Ursus americanus) e dall'alce (Alces alces). Gli wapiti (Cervus canadensis) trovano protezione della riserva del National Elk Refuge.

## Turismo
Le numerose attività legate agli sport invernali possono essere praticate nella zona e, contrariamente a quanto avviene nel parco nazionale del Gran Teton, tra le montagne e possibile praticare la caccia. Lo sci può essere praticato presso la Snow King ski area. Anche l'arrampicata e l'escursionismo sono attività molto praticate. I visitatori apprezzano inoltre la visita ai vicini parchi nazionali di Grand Teton e Yellowstone.